# Jadwiga Smosarska

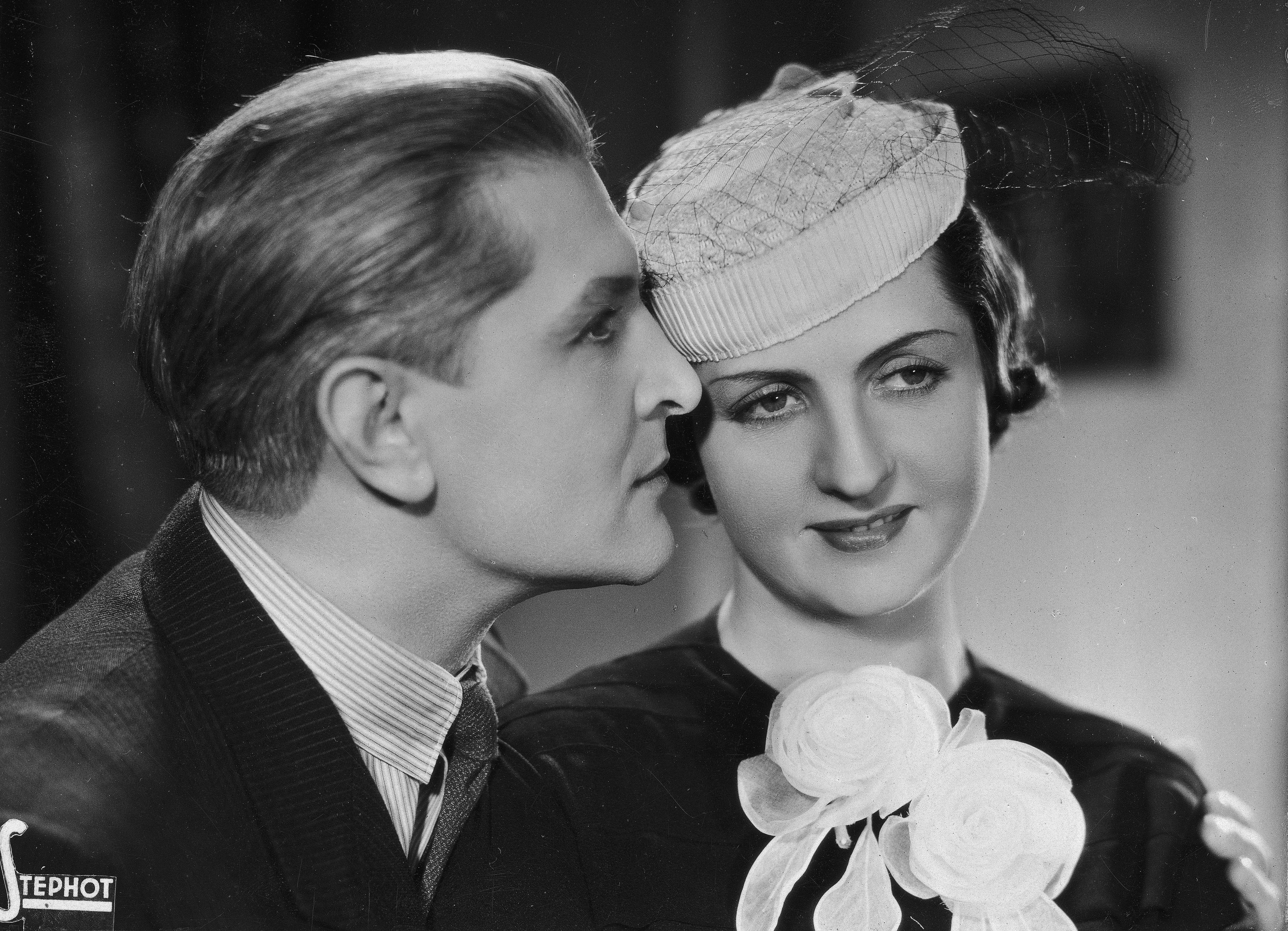
Jadwiga Smosarska jako Joasia i Franciszek Brodniewicz jako Robert Rostalski w jednej ze scen filmu Dwie Joasie (1935)

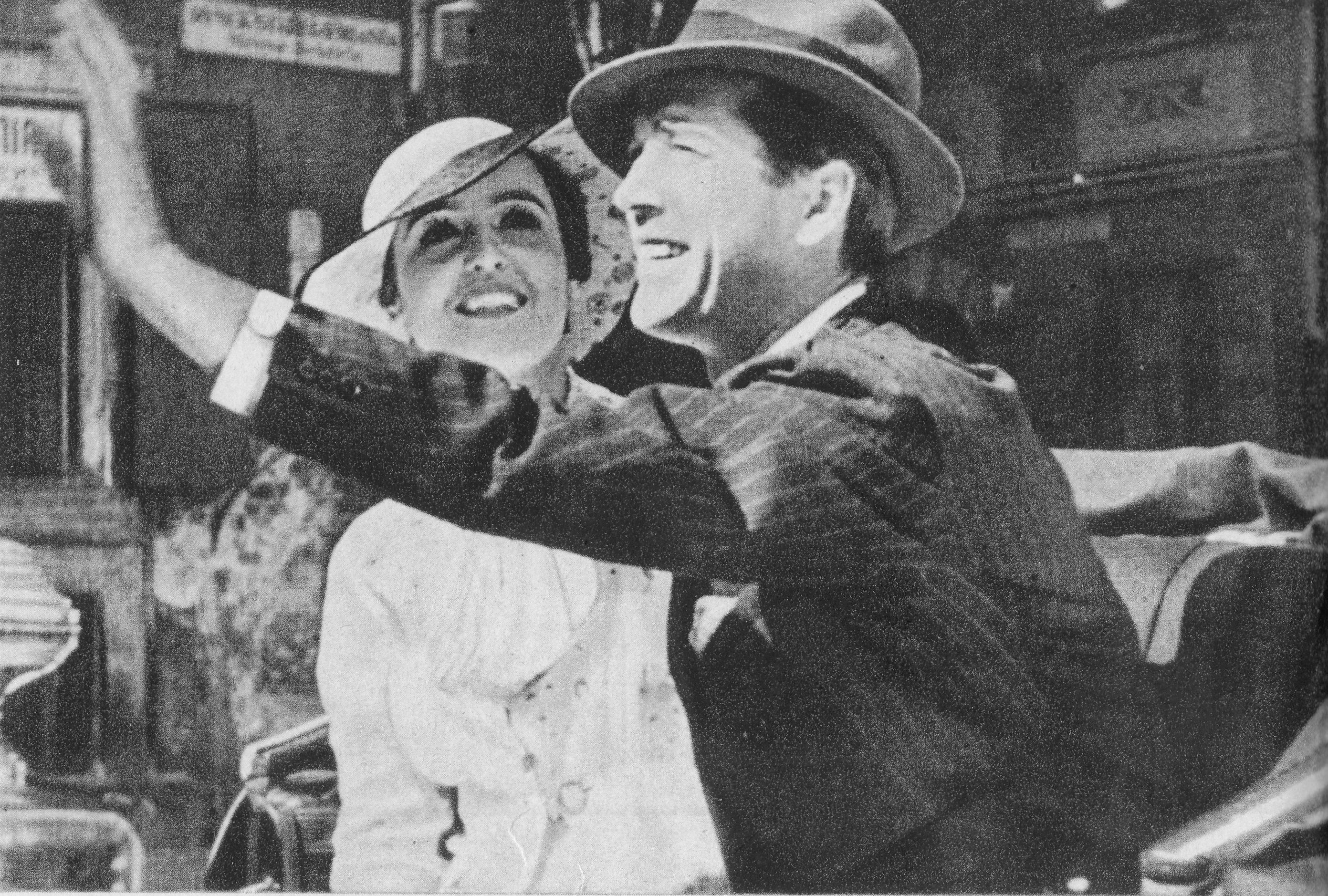
Z Jerzym Pichelskim na Rynku Starego Miasta w Warszawie

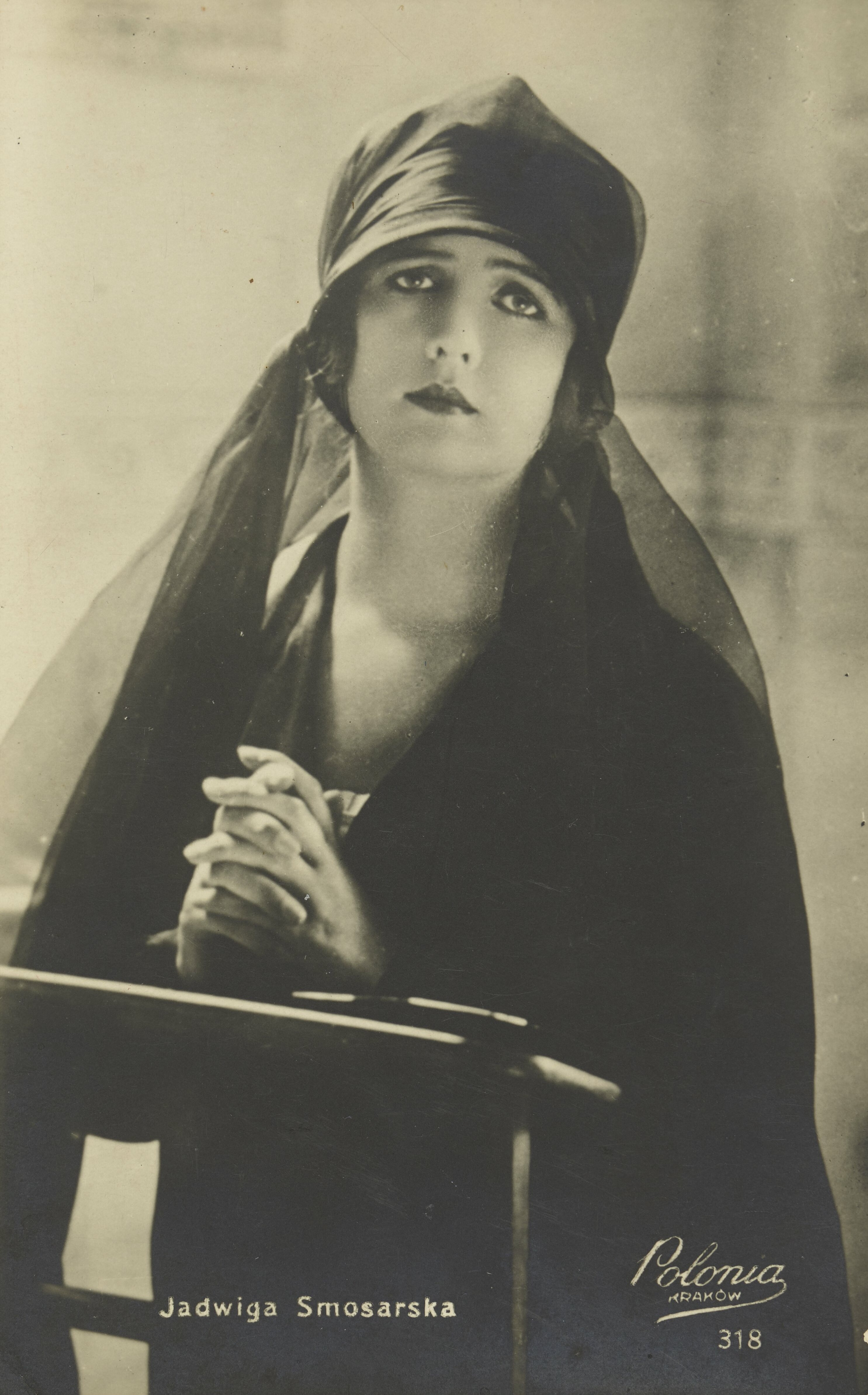
Jadwiga Smosarska, wizerunek z pocztówki, 1918–1939

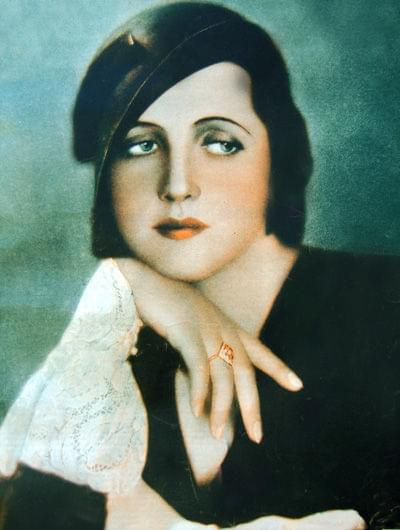
Jadwiga Smosarska (przed 1939)

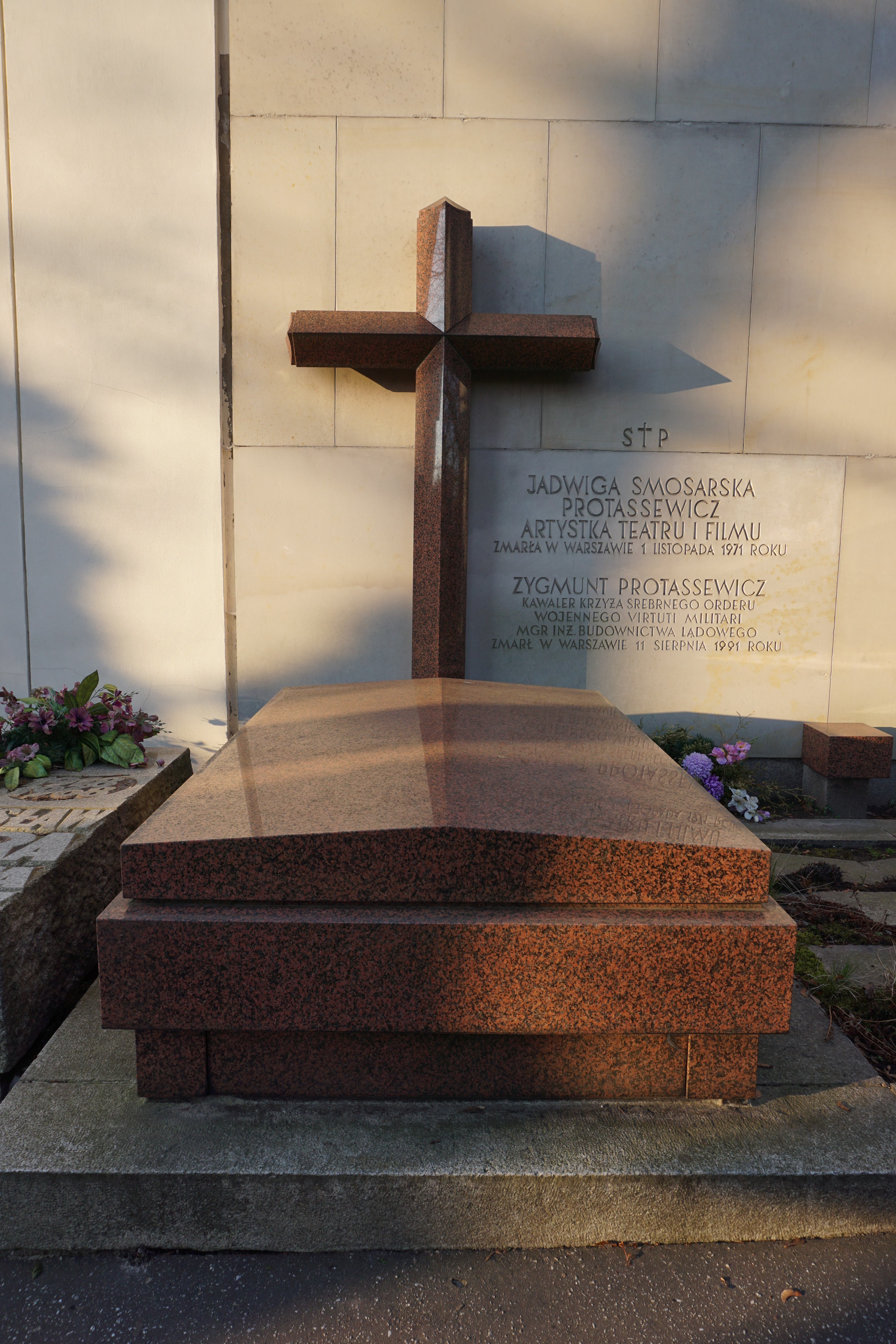
Grób Jadwigi Smosarskiej na cmentarzu Powązkowskim

Jadwiga Filipina Smosarska (ur. 23 września 1898 w Warszawie, zm. 1 listopada 1971 tamże) – polska aktorka teatralna i filmowa. Uważana za jedną z największych gwiazd polskiego kina dwudziestolecia międzywojennego.

## Życiorys
Urodziła się w kamienicy przy ul. Kruczej 29 jako córka Karola Smosarskiego, chemika i handlowca, i Walerii z domu Darmos, gospodyni domowej i śpiewaczki na koncertach dobroczynnych. Miała troje rodzeństwa, w tym dwóch braci z poprzedniego małżeństwa ojca.
Wczesne dzieciństwo spędziła we wsi Jurki, gdzie jej ojciec pełnił funkcję administratora majątku swego szwagra. W 1905 rodzina wróciła na stałe do Warszawy i zamieszkała w kamienicy przy ul. Chmielnej 35. Pięć lat później ojciec Karol zmarł, a matka musiała zarabiać na utrzymanie dzieci, pracując jako fryzjerka. Jako nastoletnia uczennica grywała w amatorskich przedstawieniach. Jej nieoficjalny debiut sceniczny miał miejsce 18 grudnia 1916 w roli Dziewicy Pierwszej w Nie-Boskiej komedii Krasińskiego, wystawionej w Teatrze Polskim przez amatorski zespół Koła Miłośników Sztuki Dramatycznej Studentów Uniwersytetu i Politechniki Warszawskiej. Po ukończeniu w 1917 nauki na prywatnej pensji Anieli Hoene-Przesmyckiej, żony Zenona Przesmyckiego, uczyła się aktorstwa prywatnie u Władysława Staszkowskiego, a następnie zapisała się na wieczorowe studia w Warszawskiej Szkole Dramatycznej prowadzonej przez Jana Lorentowicza, które ukończyła z wyróżnieniem w 1920. Na życie zarabiała pracując w Banku Polskim przy ul. Bielańskiej 10.
Pod pseudonimem Sarska (użyła go jednorazowo), zadebiutowała 16 sierpnia 1918 na deskach Teatru Letniego w Warszawie rolą Lili w farsie Ciotka Karola Thomasa Brandona, u boku Antoniego Fertnera. W lipcu 1920 wystąpiła w przedstawieniu dyplomowym, a we wrześniu tego samego roku zaangażowano ją do zespołu Teatru Rozmaitości, gdzie pracowała do 1923. Jej profesjonalnym debiutem była rola w komedii Weteran (oryg. Captain Swift) Charlesa Haddona Chambersa na scenie Teatru Letniego, gdzie wystąpiła wraz z Mieczysławem Frenklem (premiera 11 listopada 1920). Z kolei debiutem filmowym był nieukończony obraz Dla szczęścia Aleksandra Hertza w 1919, według melodramatu Stanisława Przybyszewskiego, w którym wcieliła się w Helenę. Na początku lat 20. została zaangażowana przez wytwórnię filmową Sfinks do zagrania ról w kilku filmach.
W 1928 r, grała z powodzeniem główną rolę w komedii „Małgorzata z Navarry” Wł. Fedora w Teatrze Miejskim w Łodzi.
Choć zagrała w 26 polskich filmach, to częściej występowała na deskach teatrów stołecznych, grając łącznie w 40 różnych sztukach. Kino przyniosło jej jednak tak wielką popularność, że przez wiele osób (zarówno publiczność, jak i krytyków) była uważana za największą gwiazdę polskiego przedwojennego kina, wygrywając w wielu plebiscytach popularności. W 1932 po roli w Księżnej Łowickiej zainteresowali się nią ludzie z Ameryki. Jadwiga odrzuciła jednak intratny kontrakt w jednej z czołowych hollywoodzkich wytwórni, ponieważ nie chciała się zgodzić na to by na dłużej wyjechać z Polski.
26 lutego 1935 poślubiła w kościele Zgromadzenia Panien Kanoniczek inżyniera Zygmunta Protassewicza, którego poznała w grudniu 1931 w Krynicy, kiedy przyjechała ze sztuką Świt, dzień i noc Dario Niccodemiego. Małżeństwo zamieszkało w willi przy ulicy Naruszewicza 15 róg ul. Pilickiej na mokotowskim Wierzbnie w połowie 1936, zaprojektowanej zgodnie ze wskazówkami Smosarskiej. Jednym z projektantów wnętrz był Edward Seydenbeuthel. W 1948 roku aktorka przekazała ten dom na cele dobroczynne. Budynek stał się siedzibą przedszkola publicznego.
25 marca 1938 została odznaczona Złotym Krzyżem Zasługi „za zasługi na polu pracy zawodowej”.
Po pierwszych bombardowaniach Warszawy we wrześniu 1939 wyjechała wraz z mężem do krewnych na Litwę. Następnie oboje przez Łotwę, Szwecję i Norwegię dotarli w listopadzie 1939 do Stanów Zjednoczonych, dzięki propozycji polonijnego impresario, który już wcześniej chciał organizować dla niej tournée artystyczne po USA. Tam zajęła się pracą społeczną wśród Polonii. Występowała również przed publicznością polonijną oraz brała udział w przeglądach własnych filmów. Wiosną 1944 wcieliła się w postać Julii w komedii Fredry Pierwsza lepsza, w Polskim Teatrze Artystów w Nowym Jorku.
Około 1950 małżeństwo zamieszkało we własnym domu z ogrodem w Middlebury, gdzie Protassewicz prowadził fabrykę narzędzi precyzyjnych. Gościli u nich polscy emigranci oraz przybysze z Polski.
Po wojnie kilkakrotnie odwiedzała Polskę, by ostatecznie powrócić z mężem do rodzinnego miasta na stałe w grudniu 1970. Małżeństwo kupiło wtedy mieszkanie w bloku przy ul. Dworkowej 2. Aktorka zmarła niecały rok później na agranulocytozę, w Uroczystość Wszystkich Świętych. Została pochowana w Alei Zasłużonych na cmentarzu Powązkowskim (grób 158/159/160/161/162).

## Filmografia

### Filmy nieme
- 1919 – Dla szczęścia
- 1920 – Bohaterstwo polskiego skauta
- 1921 – Cud nad Wisłą
- 1922 – Tajemnica przystanku tramwajowego
- 1922 – Strzał
- 1922 – Kizia-Mizia
- 1923 – Niewolnica miłości
- 1924 – O czym się nie mówi
- 1925 – Iwonka
- 1926 – Trędowata
- 1927 – Uśmiech losu
- 1927 – Ziemia obiecana
- 1928 – Tajemnica starego rodu
- 1929 – Grzeszna miłość
- 1930 – Na Sybir

### Filmy dźwiękowe
- 1932 – Księżna Łowicka
- 1932 – Rok 1914
- 1933 – Prokurator Alicja Horn
- 1934 – Czy Lucyna to dziewczyna?
- 1935 – Dwie Joasie
- 1936 – Jadzia
- 1936 – Barbara Radziwiłłówna
- 1937 – Ułan księcia Józefa[16]
- 1937 – Skłamałam
- 1939 – Życie na opak (film nieukończony)[17]